# Lloyd Nicholas Trefethen
Lloyd Nicholas Trefethen, genannt Nick, (* 30. August 1955 in Boston, Massachusetts) ist ein US-amerikanischer Mathematiker, der sich mit numerischer Mathematik befasst.

## Leben und Werk
Trefethen wuchs in Lexington, Massachusetts auf und besuchte die Phillips Exeter Academy. Er erhielt 1977 seinen Bachelor-Abschluss am Harvard College (Summa cum Laude) und 1980 seinen Master-Abschluss an der Stanford University, an der er 1982 in Informatik promoviert wurde. 1982 war er Adjunct Assistant Professor in Informatik am Courant Institute of Mathematical Sciences of New York University und ab 1984 Assistant Professor für Mathematik am Massachusetts Institute of Technology. 1991 wurde er Professor an der Cornell University und seit 1997 ist er Professor für Numerische Analysis an der Universität Oxford, wo er Fellow des Balliol College ist. Außerdem ist er Global Distinguished Professor der New York University.
1998/99 war er Rouse Ball Lecturer an der Universität Cambridge.
Trefethen befasst sich mit Numerischer Analysis und Numerischer Linearer Algebra, zum Beispiel bei Spektralmethoden für Differentialgleichungen, nicht-normale Eigenwertprobleme, konforme Abbildungen, Hydrodynamik und Approximationstheorie. Er führte Pseudospektren in das Studium nicht-normaler Matrizen und Operatoren ein und entwickelte das Projekt des Softwarepakets (Open Source) Chebfun, basierend auf MATLAB, das bekannte Algorithmen von Zahlen auf stetige Funktionen erweitert.
Er ist Fellow der  Royal Society und der American Mathematical Society, Mitglied der National Academy of Engineering und seit 2019 der Academia Europaea. 2013 erhielt er den Naylor-Preis und 1985 den Fox Prize des Institute of Mathematics and its Applications (IMA) und dessen Goldmedaille. Er war Presidential Young Investigator und war 2011/12 Präsident der SIAM.
Trefethen erhielt Preise für Lehre am MIT, an der Cornell und in Oxford. Unter anderem initiierte er die SIAM 100 Dollar-100 Digit Challenge. Dabei sollte man 10 numerische Probleme lösen und konnte für je 10 Dezimalstellen in jedem der Probleme maximal 100 Punkte erhalten. Die Probleme wurden in den SIAM News vom Januar/Februar 2002, in Science und anderen Zeitschriften veröffentlicht und fanden große Resonanz (20 von 94 Teams erhielten erste Preise für 100 Punkte).
Trefethen erhielt einen Advanced Grant des European Research Council. Er war Invited Speaker auf dem Internationalen Mathematikerkongress 1998 in Berlin (Schwartz-Christoffel Mapping in the Computer Era, mit Tobin Driscoll) und auf dem International Congress in Applied Mathematics (ICAM) 1995 in Hamburg. Für 2017 wurde ihm der George Pólya Prize for Mathematical Exposition zugesprochen, 2020 hielt er die John von Neumann Lecture. 2025 wurde Trefethen zum Mitglied der National Academy of Sciences gewählt. Für 2026 wurde er als Gibbs Lecturer ausgewählt.
Er ist verheiratet und hat zwei Kinder.

## Schriften
- mit David Bau III: Numerical Linear Algebra, SIAM 1997
- Spectral Methods in MATLAB, SIAM 2000
- mit Tobin Driscoll: Schwarz-Christoffel Mapping, Cambridge University Press 2002
- mit Mark Embree: Spectra and Pseudospectra: The Behavior of Nonnormal Matrices and Operators, Princeton University Press 2005
- Trefethen´s Index Cards, World Scientific 2011
- Approximation Theory and Approximation Praxis, SIAM 2013
- Numerical Analysis, in Timothy Gowers u. a. Princeton Companion to Mathematics, Princeton University Press 2008, S. 290–302, Online